# محمود پاینده لنگرودی
محمود پاینده لنگرودی (۱۲ آذر ۱۳۱۰ – ۲۷ آبان ۱۳۷۷) شاعر و مؤلف ایرانی بود. او برای نگارش کتاب فرهنگ گیل و دیلم فارسی به گیلکی جایزه گرفت.
او در سال ۱۳۱۰ در لنگرود متولد شد و به گیلکی و فارسی اشعار جالبی سروده‌ است. وی کتاب مثل‌ها و اصطلاحات گیل و دیلم و فرهنگ فارسی به گیلکی گیل و دیلم را تألیف نموده و  خونینه‌های تاریخ دارالمرز را گردآوری و تنظیم نموده‌است. شعرهای معروف گیلکی وی لیله‌کو (منظومه) و يه شو بئشوم روخئونه (منظومه) است.
هم‌اکنون کوچه ای در لنگرود محله آقاسید عبدالله که منزل پاینده آنجا بود به نام وی نام‌گذاری شده است. هنرمندان لنگرود میدان اصلی  لیلاکوه را میدان پاینده می‌نامند، اما شورای اسلامی لیلاکوه این نام را به رسمیت نمی‌شناسد، هنرمندان برای ادای دین به پاینده به دلیل منظومه شعر لیله‌کوه و خدمات ارزنده‌اش در فرهنگ لنگرود و گیلان سعی بر همه‌گیرشدن این اسم در میان مردم دارند، رانندگان تاکسی مسیر لیلاکوه مسافران را به نام میدان پاینده پیاده و سوار می کنند، هم‌اکنون گروه کوهنوردی پاینده نیز در لنگرود فعال است. 
این شاعر محقق لنگرودی آثار فراوانی در زمینه‌های گوناگون ادبی و هنری دارد که بدین قرار است:
1. گل عصیان (مجموعه اشعار فارسی) ۱۳۳۶
2. مثلها و اصطلاحات گیل و دیلم ۱۳۵۲
3. قیام غریب شاه گیلانی(دوره صفویه) ۱۳۵۷
4. یه شو بوشئوم روخئونه(شعر گیلکی) ۱۳۵۸
5. لیله کوه (شعرگیلکی) ۱۳۵۸
6. دکتر حشمت جنگلی ۱۳۶۸
7. مجموعه مقالات گیلان شناسی
8. خونینه‌های تاریخ دارالمرز، گیلان و مازندران ۱۳۷۰
9. گیلان در شعر شاعران
10. فرهنگ گیل و دیلم ۱۳۶۷
11. برگردان شعرهای گیلکی افراشته

در کتابخانه عمومی لنگرود، شهر شاعر متأسفانه بیشتر آثار پاینده حتی به‌صورت تک نسخه ای موجود نیست که باعث سردرگمی پژوهشگران عرصه ادب و هنر شده است.
وی شعر بلند (یه شو بوشئوم روخئونه) را در سال ۱۳۳۸ ه‍.ش سروده، که در سال ۱۳۵۸ ه‍.ش به چاپ رسیده او در این منظومه به گویش گیلکی، از صداقت مردمان لنگرود و بی‌ریایی و مهربانی آنان سروده‌است.
در سال ۱۳۹۸ مهرداد بائوج لاهوتی نماینده لنگرود در مجلس شورای اسلامی در نطق خود شعر «یه شو بوشئوم روخئونه» پاینده را بدون اشاره به اسم شاعر خواند که باعث رنجش خانواده پاینده و دوستداران ادب و هنر شد.
در سال ۱۳۷۷ پیش از مرگ پاینده در برنامه یه دنیا خوندگی به کارگردانی حسین رستمی و همکاری  فرامرز محمدی پور و  محمد امین  پاینده میهمان برنامه بود و درباره دریایی لنگرودی سخن گفت و این برنامه از شبکه گیلان آن‌ زمان پخش شد که متأسفانه نسخه ویدیو این برنامه تنها در آرشیو شبکه باران  موجود است و تاکنون کپی از این برنامه دیده نشده است.

## نمونه شعر
| آخ یه وختی مو، ای دنیا جی شونم                |  | پیستم. پوچ آبونم. خاک آبونم      |
| جَغَلَئن هَنده هَئَن مرد آبوئن                      |  | می موسون گرما بونن. سرد ابونن    |
| زندگی دوست و گیننا پسر                        |  | کس کسه بال گینن                  |
| وختی خوشهرِ بوشه مرد مانه یاد ابئنن            |  | نیشنن گردکلهٔ زئنن آمه حرفه زئنن  |
| موکه نیسئم لیله کوه                           |  | تو بگو تو می‌دیل درده بگو         |
| آخ، زئکئن مردابونین مردانی حال بگیرین         |  | دَی کی دئنین بکته آدمی بالَ بگیرین |
| مردمه شاداکونین                               |  | زندگه، ننگ جی، آزاد کونین        |
| لیله کوه. لیله کوه                            |  | تو او دوره گیله مردانه بگو       |
| که مو، ای مردمی همرا، بَموتَم زنده بو بوم بسوتم |  | شاعرابوم. محمود پاینده، بوبوم    |

## برگردان فارسی
لیله کوه وسیله کوه، روز آید من از دنیا بروم. بپوسم و پوک شوم، خاک شوم
بچه‌ها بازرسند، مرد شوند، همچون من گرم شوند، سرد شوند
زندگی دوست شوند دست هم را گیرند
مرده و زندهٔ شهر خود را چون بیارند به یاد گرد هم حلقه زنند می‌کنند از ما یاد
مردمان شادی کنید زندگی را از ننگ همه آزاد کنید
لیله کوه، لیله کوه تو در آن روز از من گیله مردان را گو
من به همراه همین مردم خویش ماندم و گشت زدم، زنده شدم
سوختم شاعر محمود شدم شاعر مردم و پاینده شدم